# 一个瑜伽行者的自传
一个瑜伽行者的自传是 一本出版于1946年的帕拉宏撒•尤迦南达 (1893年1月5日–1952年3月7日) 自传。尤迦南达出生于印度戈勒克布尔一个孟加拉族家庭。此书向读者介绍了尤迦南达的个人生活和他所遇到的东西方精神领袖。

## 外部連結
- 博客來頁面 （页面存档备份，存于）
- Google電子書